# Кеум (река)
Кеум — река в Тюменской области России. Впадает в реку Демьянка справа (бассейн Иртыша).
Длина — 354 км. Площадь водосборного бассейна — 3630 км². Берёт начало близ границы с Ханты-Мансийским автономным округом (59°15′10″ с. ш. 72°24′04″ в. д.). Протекает по Васюганским болотам, где принимает множество притоков, крупнейшие из которых Калымьях, Томыш, Тогьега. Впадает в Демьянку в 12 км от посёлка Лумкой.
Питание дождевое и снеговое, с преобладанием последнего. Половодье с мая по июль; в конце лета и осенью — паводки.
На реке расположен единственный населённый пункт — посёлок Кеум.
В реке водится щука и другие виды рыб.

## Бассейн
(расстояние от устья)
- 32 км: Немич
  - Варюшкина
  - Соргоот
  - Муген
  - Сторублево
  - 51 км: Мончемъега
  - Озёрная
- 78 км: Торъега
- Невысап
- 100 км: Вороньега
  - 7 км: Малая Вороньега
- Невынъех
- Отыньега
- 154 км: Потыньега
- 165 км: Пельега
- 177 км: Калымъях
- 183 км: Ветхотопъега
- 195 км: Каемкуръега
- Тонкатъега
  - Ай-Тонкатъега
- 239 км: Меньега
  - Ай-Меньега
- 261 км: Петьега
- 271 км: Томыш
  - Таёжная
- 284 км: Ногъега
  - Ай-Ногъега
- Ай-Кеум
- Типлиега

## Данные водного реестра
По данным государственного водного реестра России относится к Иртышскому бассейновому округу, водохозяйственный участок реки — Иртыш от впадения реки Тобол до города Ханты-Мансийск (выше), без реки Конда, речной подбассейн реки — бассейны притоков Иртыша от Тобола до Оби. Речной бассейн реки — Иртыш.